# Berberis mucrifolia
Berberis mucrifolia är en berberisväxtart som beskrevs av Ahrendt. Berberis mucrifolia ingår i släktet berberisar, och familjen berberisväxter. Inga underarter finns listade i Catalogue of Life.